# اچ‌ام‌اس آشیل (۱۹۰۵)
اچ‌ام‌اس آشیل (۱۹۰۵) (به انگلیسی: HMS Achilles (1905)) یک کشتی بود که طول آن ۵۰۵ فوت ۴ اینچ (۱۵۴٫۰ متر) بود. این کشتی در سال ۱۹۰۵ ساخته شد.